# (464122) 2014 WZ470
(464122) 2014 WZ470 es un asteroide perteneciente al cinturón de asteroides, descubierto el 26 de noviembre de 2009 por el equipo Spacewatch desde el Observatorio Nacional de Kitt Peak (Arizona, Estados Unidos).